# Полум'яний Бог
Полум'яний Бог (англ. The Burning God) — роман американської письменниці Ребекки Кван, опублікований у видавництві Harper Voyager 17 листопада 2020 року.   Події відбуваються в альтернативній версії Китаю середини 20 століття. Роман є прямим продовженням романів «Макова війна» (англ. The Poppy War) та «Республіка дракона» (англ.The Dragon Republic).
Боротьба за демократичну Республіку під керуванням Вейджі стала розчаруванням для Жинь. Колишні союзники стали ворогами для дівчини й тепер їй доведеться шукати для себе підтримку в південних провінціях, в тих місцях куди вона обіцяла собі не повертатись

## Сюжет
Жинь в союзі з Ґужубаєм продовжує боротьбу проти муґенців на півдні Нікані. Під час звільнення одного з міст вона рятує лідера повстанців Совдзі, який приєднується до неї разом зі своїм військом. Дадзі зустрічається з Жинь у відвойованій Тікані. Під час святкування Тікань атакують дирижаблі під командування Неджі, Кітая викрадають. Ґужубай і Совдзі зраджують Жинь, Дадзі зачаровує їх і переконує відправити дівчину до Чулуу Корікх, а не віддавати Вейджі. 
Дзян і Дадзі повертають Жинь з каменю. Вони рятують Кітая з в'язниці й розбивають частину війська республіканців які тримали облогу півдня. Жинь страчує Ґужубая і Совдзі за зраду. Дадзі та Дзян планують повернути Жиґу, Імператора Драконів. Жинь, Дадзі, Дзян та південне військо вирушають до провінції Собаки, до гори Тяньшань. Жинь, Дзян та Дадзі піднімаються до Небесного храму і пробуджують Жиґу. Після розмови з ним Жинь розуміє, що не отримає допомоги, Імператор стане кінцем для Нікані. Дзян теж це розуміє і нападає на Жиґу, він просить Жинь зробити те, що потрібно. Вона прикликає Фенікса і знищує храм із Тріадою всередині. На гору прибувають дирижаблі з військом, Жинь спрямовує на них вогонь і знищує їх. 
Жинь навчає шаманства Піпадзі, Ляньхву та Дуліня. Завдяки йому та війську з провінції Собаки вони просувають до Арлону. Жинь іде до дамби Чотирьох Ущелин, щоб знищити Дракона, який дає силу Неджі, але не може з ним впоратись і він мало не знищує Арлон. Його зупиняють Неджа з призахідниками. Арлон захоплений, призахідники втекли на свою батьківщину, а Неджа з залишками війська переховується на Спірі. Жинь прагне напасти на призахідників, але її народ не підтримує нову війну. Нікань розорена, люди масово гинуть від голоду, Жинь і Кітай не можуть впоратись з наслідками війни. Неджа зустрічається з ними на Спірі й пропонує укласти угоду з призахідниками, вони дадуть їм продовольство в обмін на мирну угоду, помилування військових, недоторканість Сірого Ордену та відмову від шаманства. Кітай розуміє, що це їх єдиний спосіб врятувати народ, проте Жинь не погоджується і нападає на Неджу та його союзників. Кітай ранить себе, щоб зупинити Жинь. Вона усвідомлює свою поразку і просить Неджу вбити її, щоб отримати підтримку призахідників і врятувати народ.

## Персонажі

### Південна коаліція і її союзники
- Фан Жулінь (Жинь) — сирота Другої Макової війни, командир Цике, остання жива спірлійка, шаманка

- Кітай — син колишнього міністра оборони, якір Жинь
- Венка — донька колишнього міністра фінансів, лучниця
- Лю Ґужубай — Воєначальник Мавпи
- Ма Лєнь — ватажок юандитів
- Совдзі — ватажок повстанців
- Цюань Чолан — воєначальник Собаки
- Моаґ — королева піратів
- Піпадзі — учениця Жинь, отруює доторком
- Дулінь — учень Жинь, прикликає Велику Черепаху, може спричиняти землетруси
- Ляньхва — учениця Жинь, може зцілювати доторком

### Дім Їнь
- Їнь Вейджа — Воєначальник Дракона, лідер Республіки
- Їнь Сайкхажа — дружина Вейджі, леді Арлона
- Їнь Дзіньджа — старший син Вейджі, головнокомандувач республіканської армії, вбитий Дадзі
- Їнь Неджа — середній син Вейджі, головнокомандувач та спадкоємець після смерті брата
- Їнь Муджа — сестра-близнючка Дзіньджі
- Їнь Мінджа — молодший син Вейджі, потонув у дитинстві

### Тріада
- Су Дадзі (Зміївна) — колишня Імператриця Нікані, прикликає богиню творення Нюйву
- Дзян Дзия — Хранитель воріт, прикликає істот з Імператорського звіринця
- Їнь Жиґа — Імператор Дракона, зник двадцять років тому

### Призахідники
- Джозефус Тарквет — лідер призахідницьких військ у Нікані
- Петра Іґнатіус — представниця Сірого товариства, науковиця

### Цике
- Алтань — спірлієць, попередній командир Цике, вбитий під час Третьої Макової війни
- Чаґхань — шаман з клану кетреїдів, близнюк Цари
- Цара — близнючка Чаґханя, спілкується з птахами, стрілець, загинула під час перевороту кетреїдів
- Жамса — наймолодший у підрозділі, займається боєприпасами, загинув під час втечі з Арлону
- Енькі — відповідальний за озброєння, спорядження та медикаменти, в тому числі опіум, покинув Цике
- Бадзі — має зв'язок з богом Кабанів, вбитий призахідниками
- Суні — має зв'язок з богом Мавп, вбитий призахідниками
- Аратша — може керувати водою, вбитий республіканцями
- Унеґель — може перетворюватись в Лиса, покинув Цике

## Рецепція
Publishers Weekly описав книгу як «задовільний, якщо не щасливий кінцем серії».  Kirkus Reviews назвав роман «темним і руйнівним закінченням серії».  Booklist описав книгу як «зворушливу кінцівку» і включив книгу до свого списку найкращих науково-фантастичних, фентезі та романів жахів 2021 року.   Library Journal прокоментував книгу, сказавши, що в ній «чудові персонажі з недоліками та дивовижна світобудова». 